# Eugênio, Duque da Nerícia
Eugênio Napoleão Nicolau (Ekerö, 1 de agosto de 1865 – Estocolmo, 17 de agosto de 1947) foi o quarto e último filho do rei Óscar II da Suécia e sua esposa, a princesa Sofia de Nassau.

## Vida
Ele foi um famoso pintor, colecionador e patrono de artistas. Tal carreira não foi tão estimada por seu pai, o rei, mas o príncipe pôde estudar em Paris. Várias de suas obras ilustram típicas paisagens da Suécia. Eugênio trabalhou na decoração dos muros do Real Teatro de Arte Dramática em Estocolmo, no Palácio Municipal de Estocolmo e no altar da Igreja de Kiruna.
Em 21 de janeiro de 1904 o príncipe foi nomeado Cavaleiro da Ordem do Leão da Noruega pelo rei Óscar II.

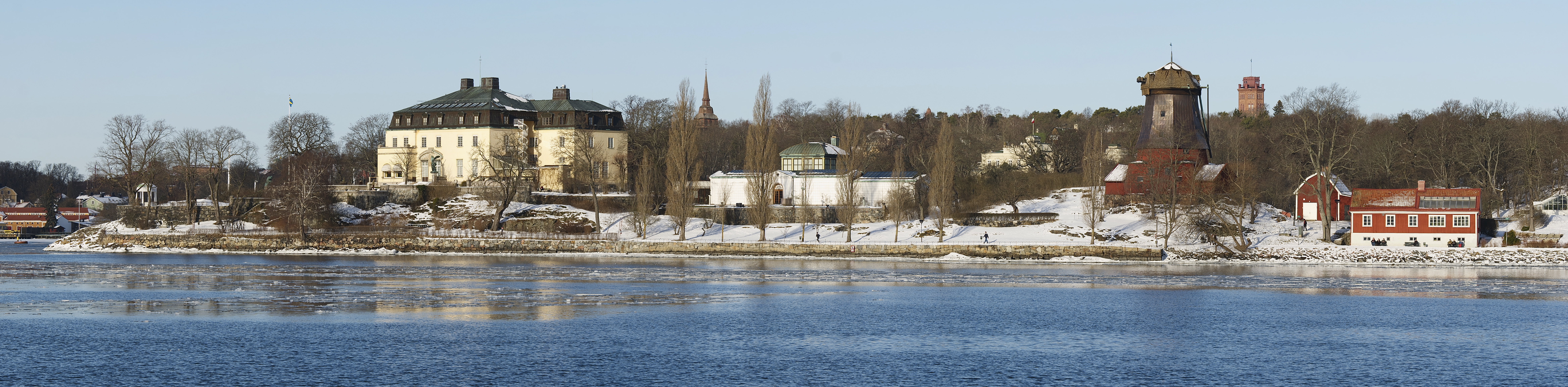
Waldemarsudde, antigo lar do príncipe Eugênio da Suécia, Duque da Nerícia, é atualmente um museu.

Em 1905, o duque comprou a residência de Waldemarsudde, em Djurgården, Estocolmo, que seria reformada no estilo do Modernismo. Foi em Waldemarsudde que ele reuniu uma valiosa coleção de arte, que inclui pinturas de Anders Zorn, Carl Larsson e Ernst Josephson. No pátio da casa, podemos encontrar esculturas de Carl Milles e Carl Eldh.

## Morte e legado
O príncipe Eugen comprou Waldemarsudde, em Djurgården, Estocolmo, em 1899 e construiu uma residência lá em poucos anos. Após sua morte no Palácio Drottningholm em 17 de agosto de 1947, a residência tornou-se um museu de arte e, de acordo com seu testamento, propriedade do estado. 
Eugen nunca se casou, em uma época em que os príncipes reais quase sempre encontravam princesas para casar. Sua homossexualidade era desconhecida do público em geral.

## Galeria

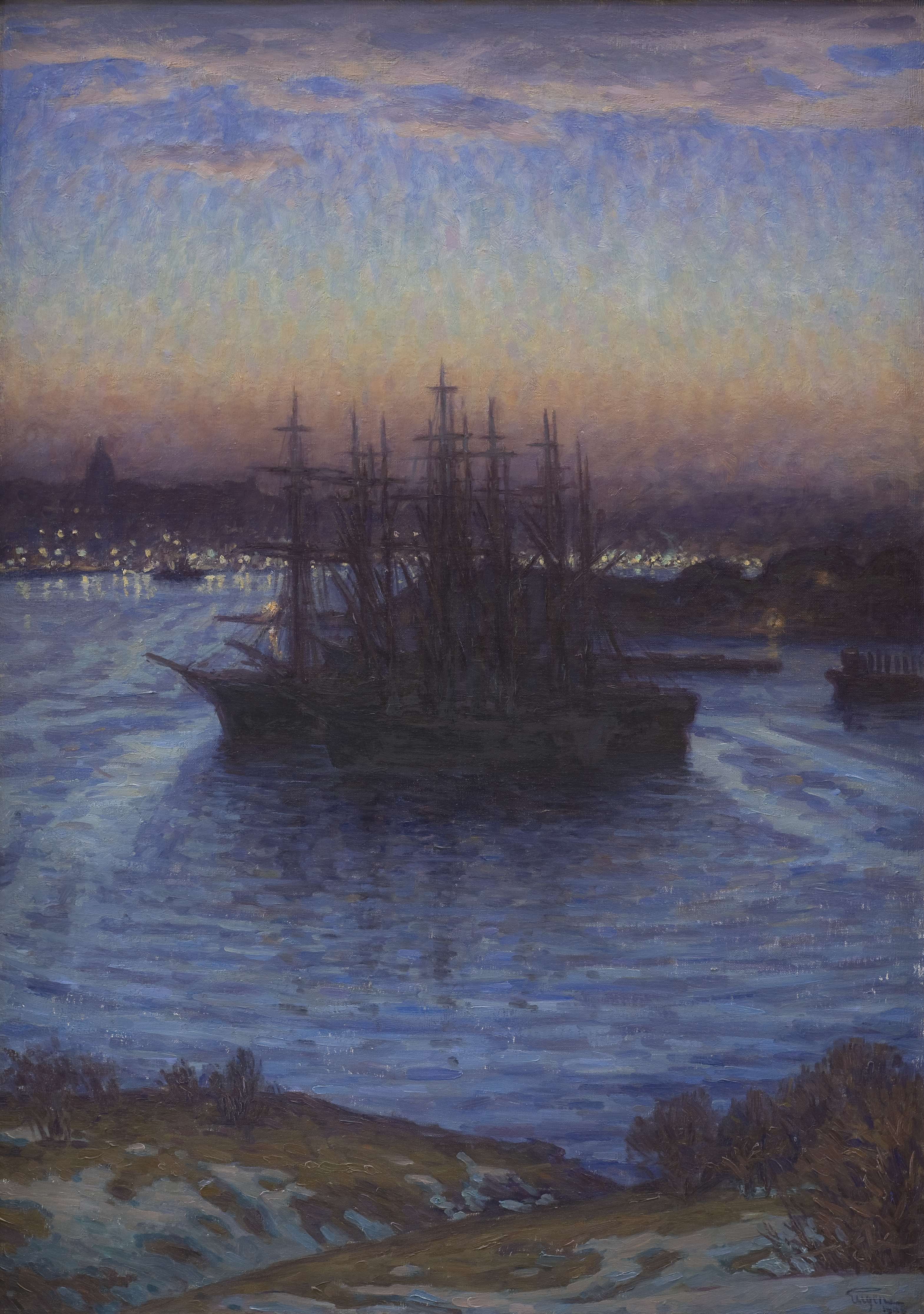
Navios ancorados para o inverno
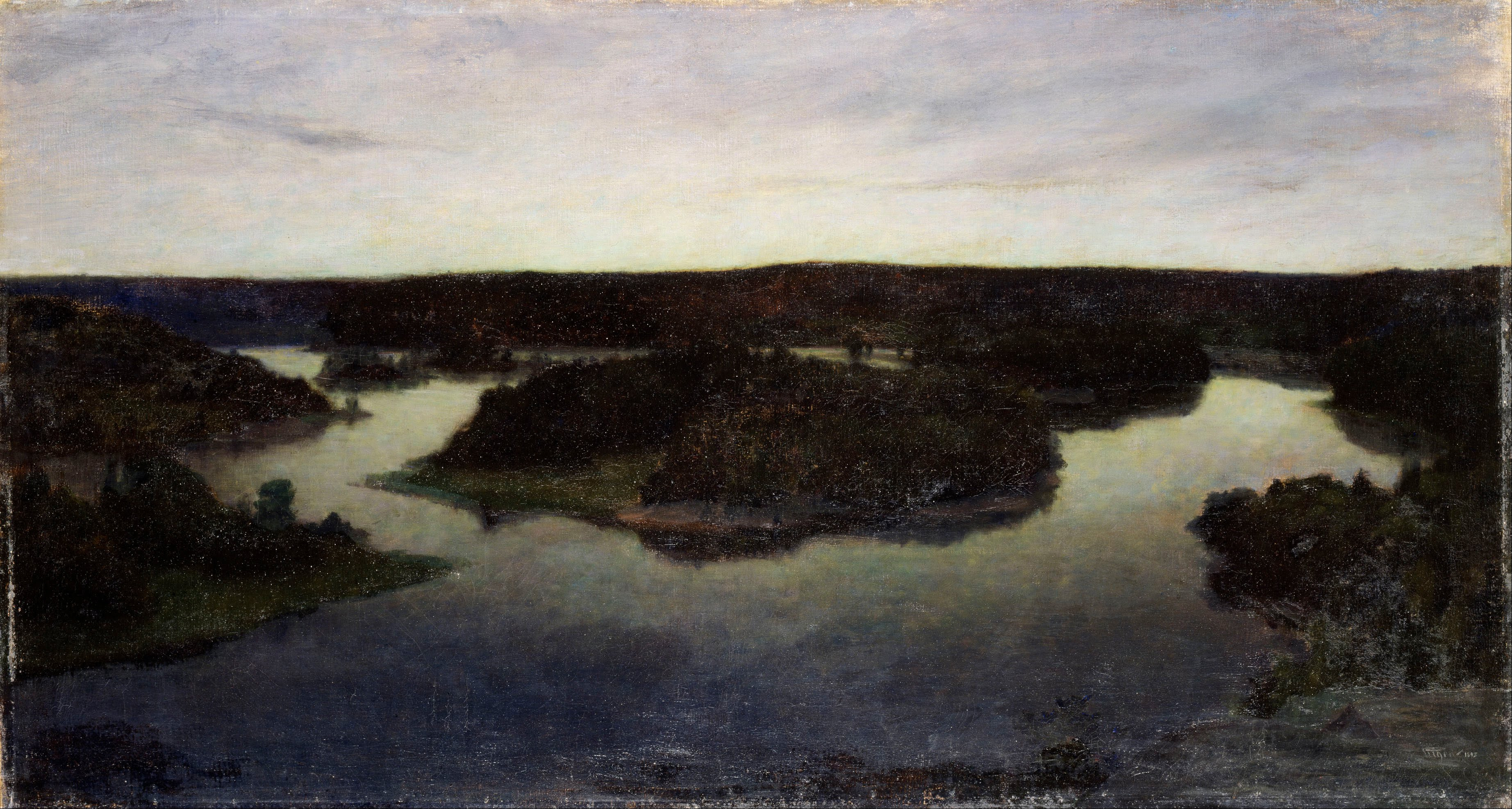
Uma noite de verão em Tyresö . 1895. 78 × 144 cm. Nationalmuseum, Estocolmo
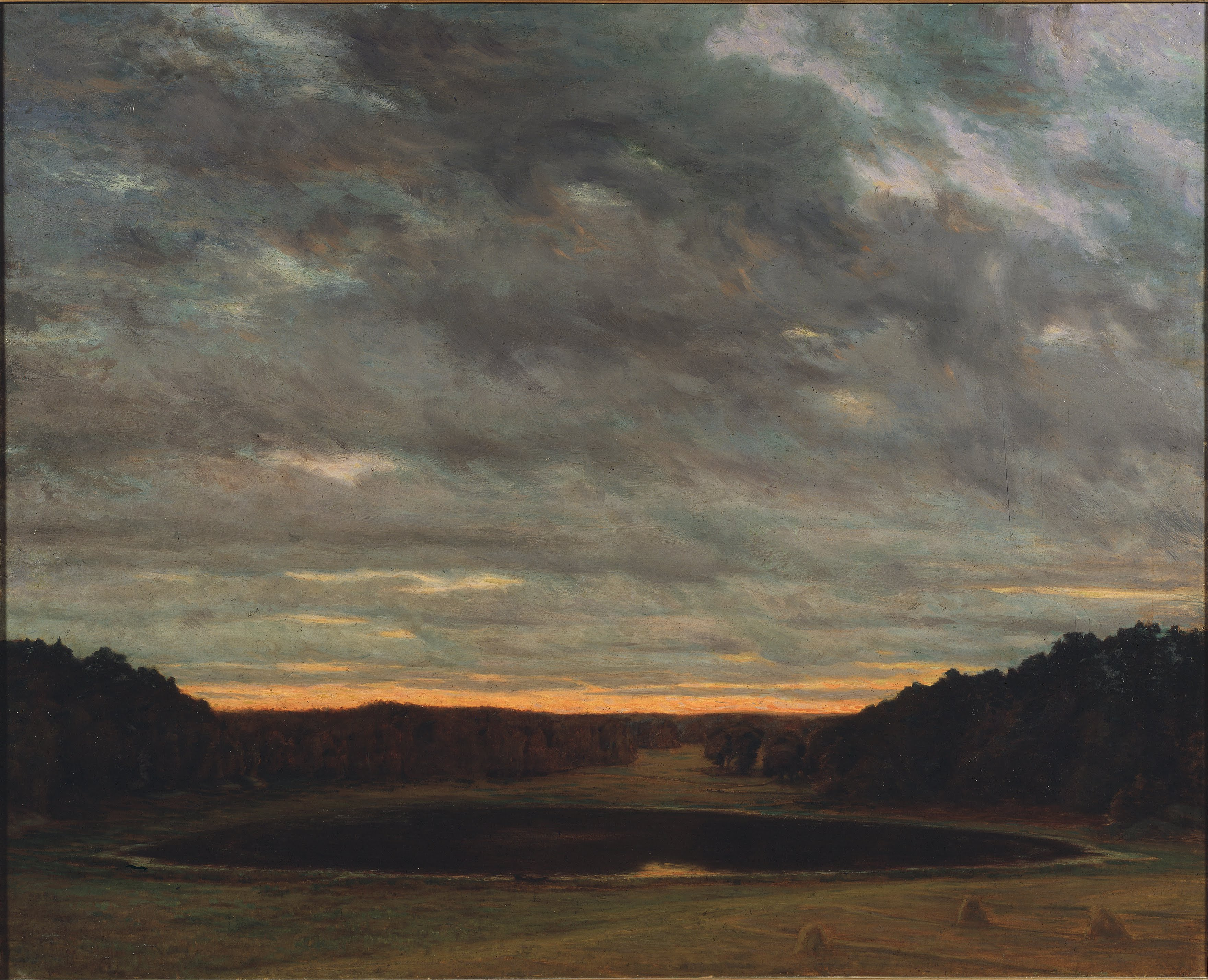
Água Calma. 1901. 142 × 178 cm. Nationalmuseum, Estocolmo.
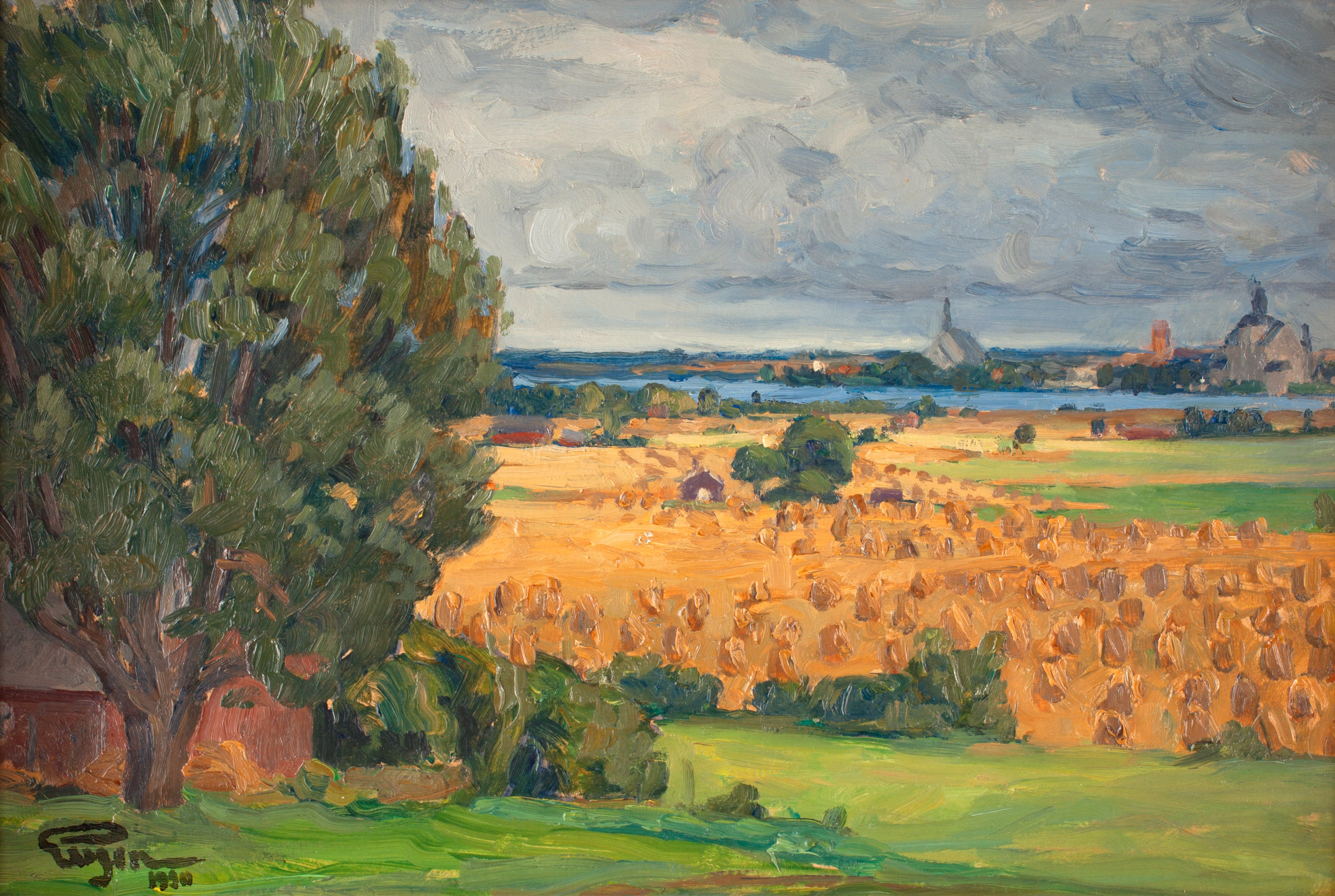
View of Vadstena from the surrounding fields
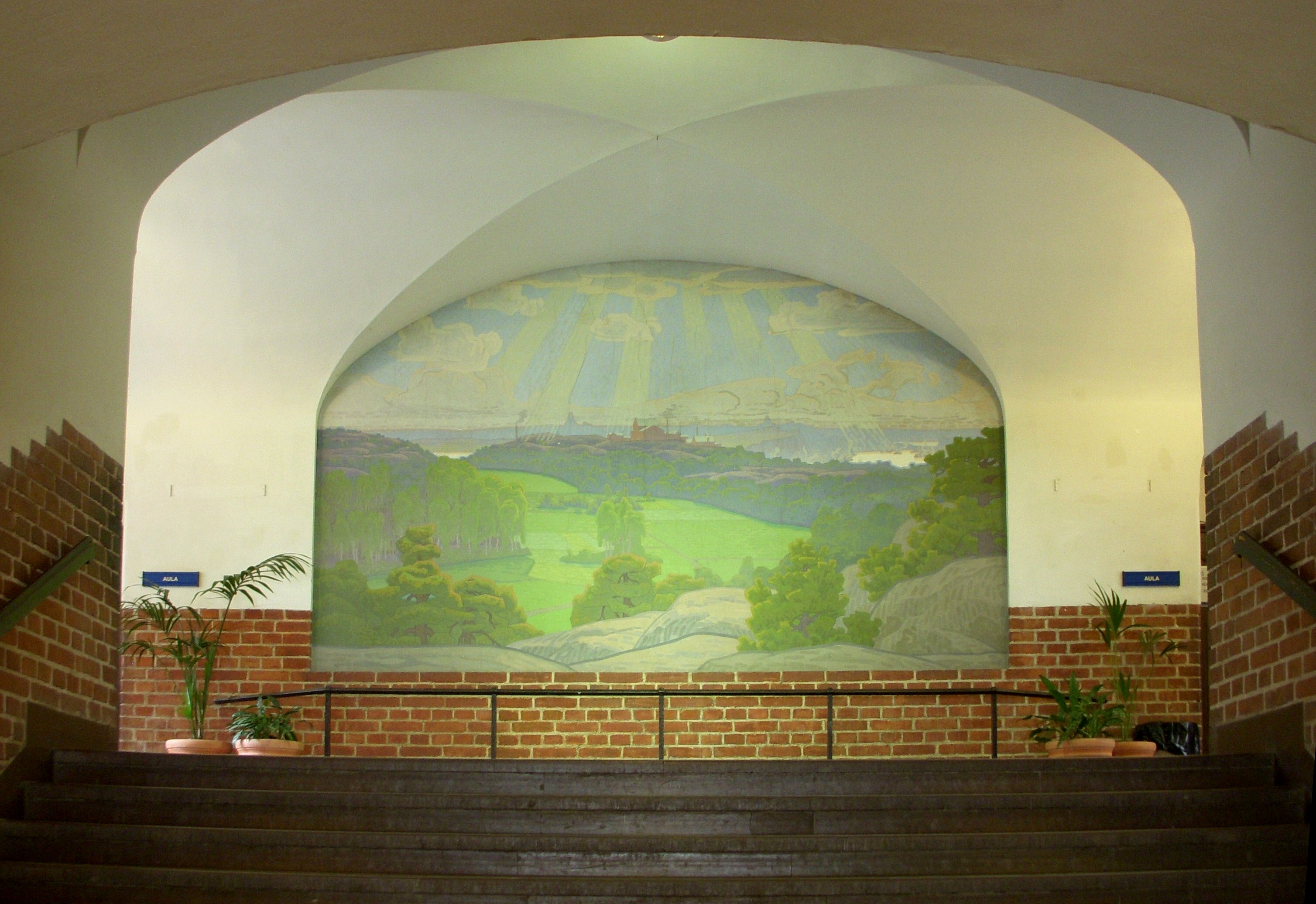
O sol brilha sobre a cidade
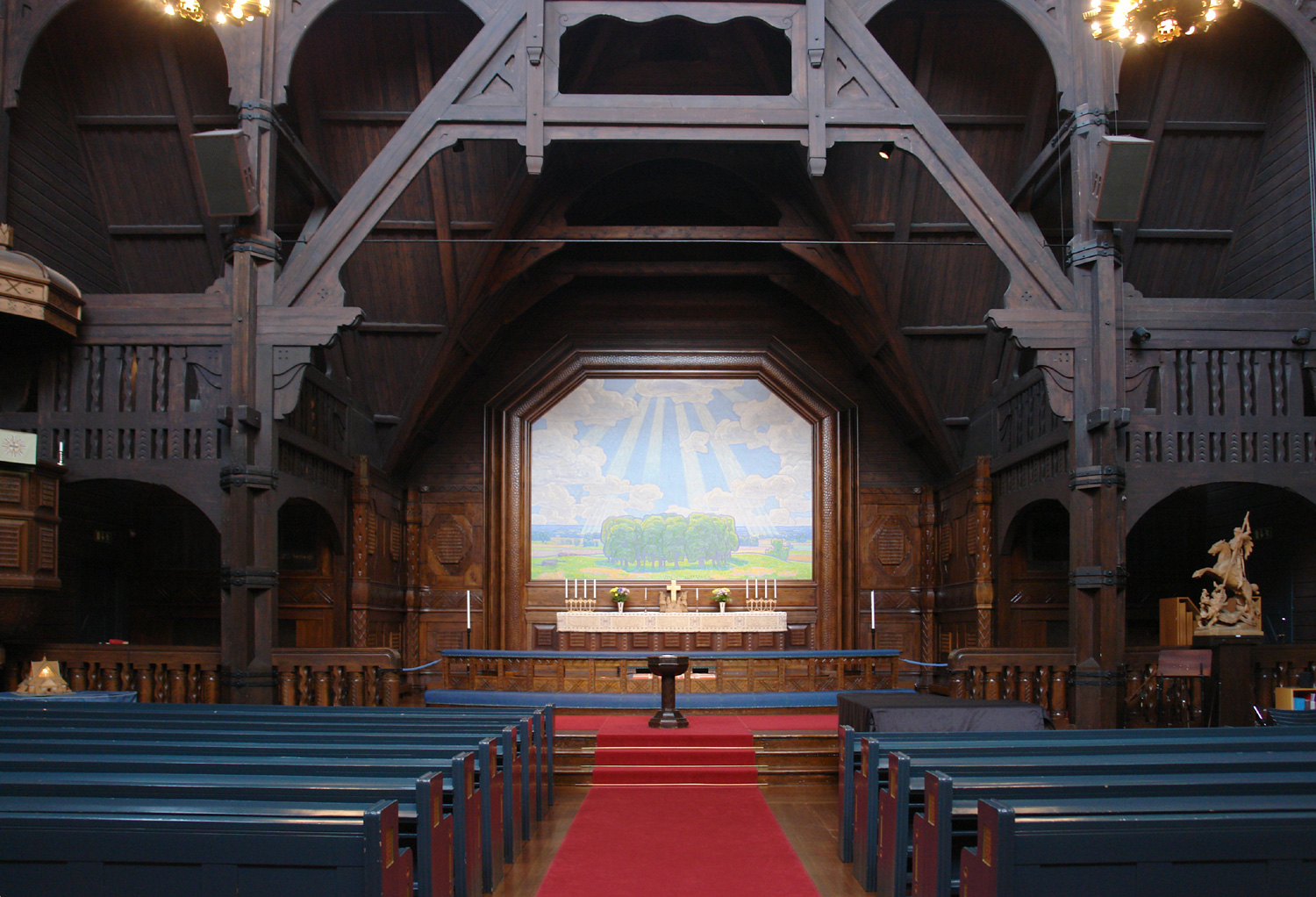
Kiruna Church
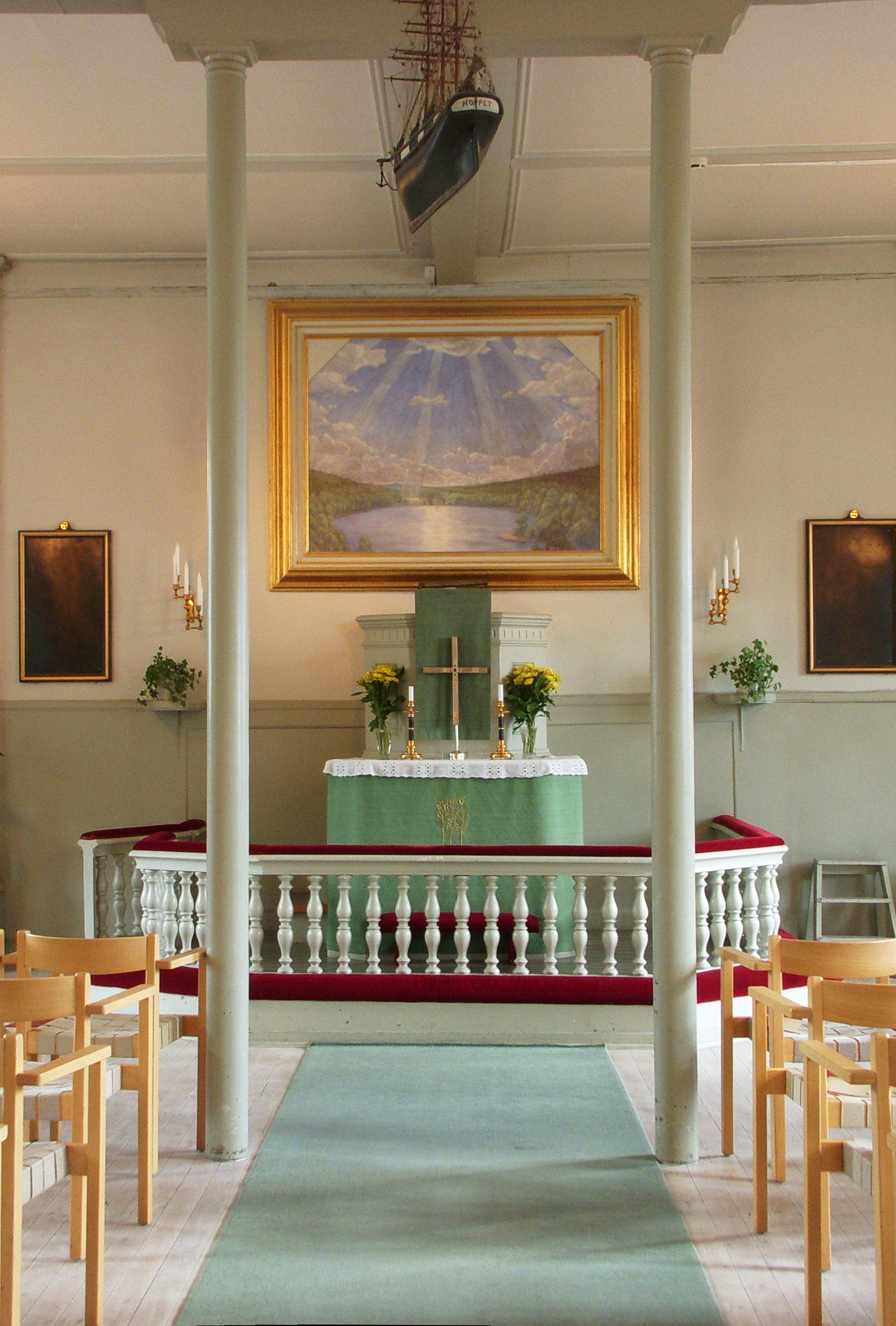
Igreja Djurgård
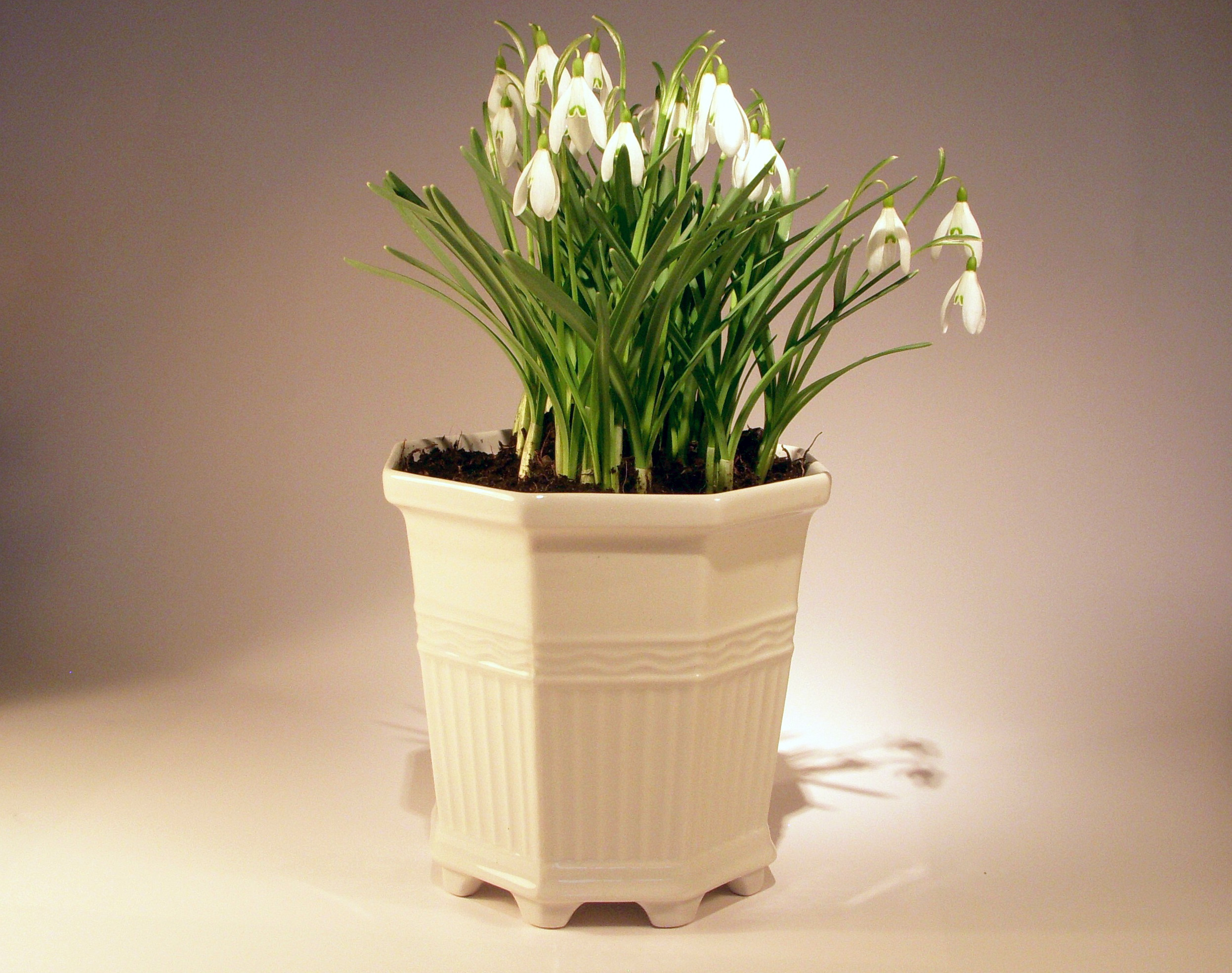
Vaso de flores de porcelana desenhado pelo Príncipe Eugen, popular na Suécia
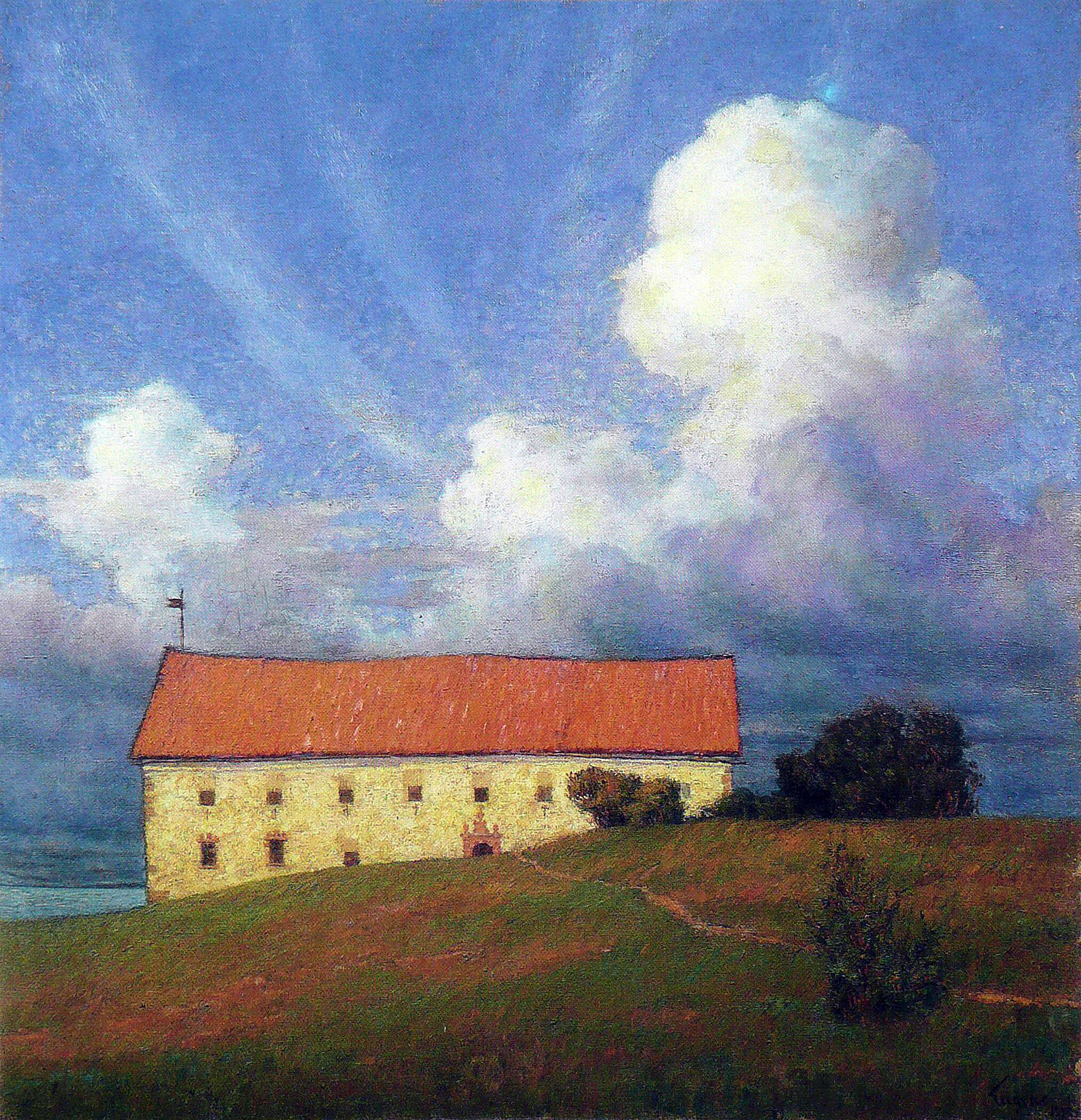
O antigo castelo (1893)
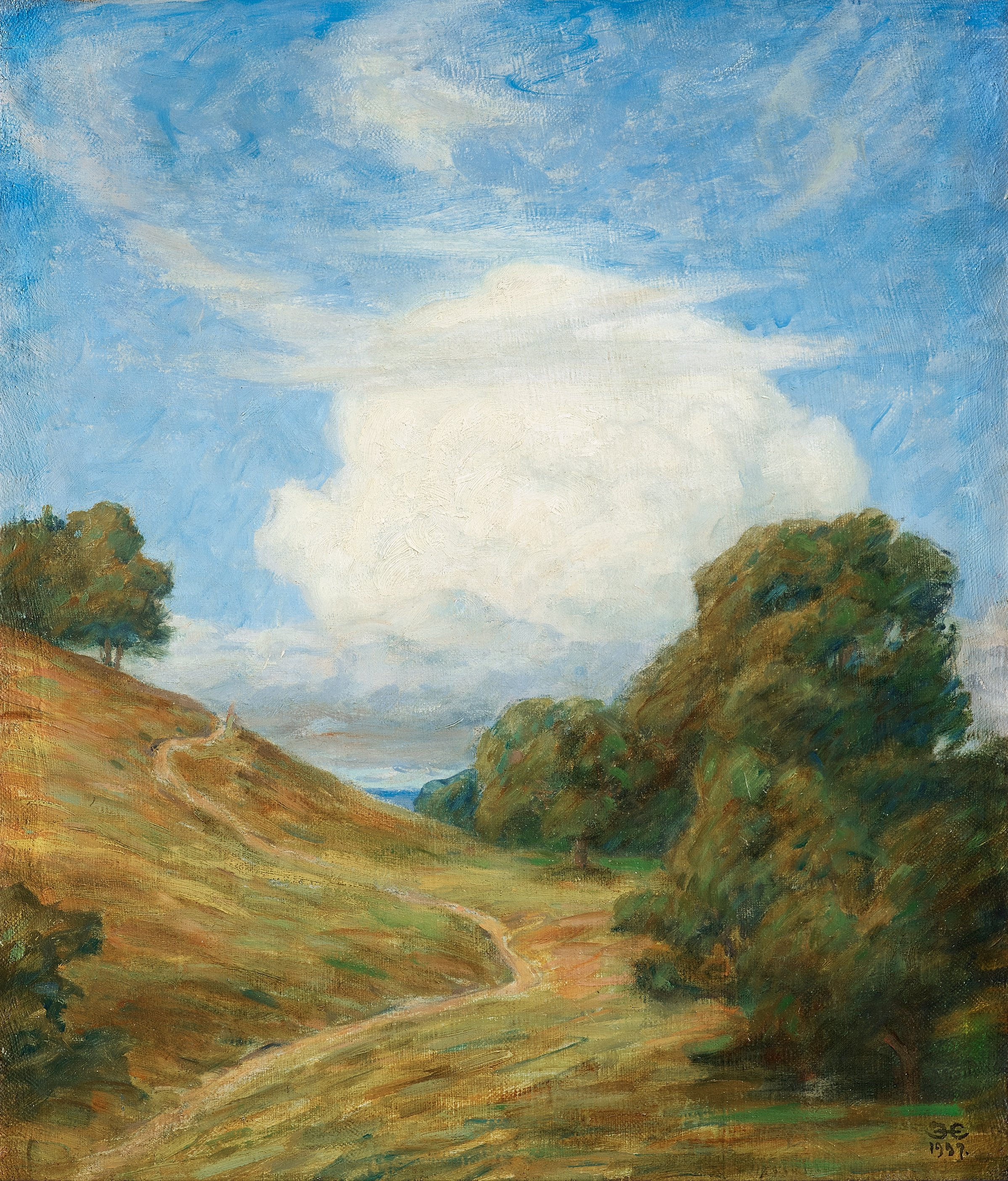
A nuvem (1927)